# Harri Günther
Harri Paul Günther (* 1. Dezember 1928 in Reichenbach im Vogtland; † 16. Juni 2023 in Potsdam) war ein deutscher Landschaftsarchitekt, Gartendenkmalpfleger und Publizist.

## Leben und Werk
Günther war das älteste Kind des Kaufmanns Otto Günther (1904–1987) und dessen Frau Paula, geb. Opitz (1906–1994). Seine Schwestern waren Edith (1933–1997) und Renate (1935–2016). 1935 zog die Familie nach Dessau, wo sein Vater bei einem der Junkers-Werke eine Stelle als Industriekaufmann erhalten hatte. Günther besuchte dort ab 1935 die Volksschule und ab 1939 eine Oberschule für Jungen, das heutige Philanthropinum Dessau. In den letzten Tagen des Zweiten Weltkriegs diente er von Januar 1944 bis Mitte April 1945 in der Umgebung von Minden als Luftwaffenhelfer. 1947 machte Günther das Abitur und anschließend eine Lehre als Gärtner. Er wollte Forstwirt werden, aber seine Bewerbung beim Forstamt Haideburg blieb ohne Erfolg, wobei offenbar der Umstand eine Rolle spielte, dass er nicht aus einer Arbeiterfamilie kam und zudem sein Vater in der Zeit des Nationalsozialismus als Industriekaufmann in der Flugzeugindustrie tätig war.
Auch eine Bewerbung für ein Studium an der Freien Universität in Berlin-Dahlem war erfolglos. Schließlich erhielt er einen  Studienplatz am Institut für Garten- und Landeskultur der Humboldt-Universität zu Berlin, das von Georg Pniower geleitet wurde. Vor allem die Vorlesungen von Willy Kurth und Wolfgang Sörrensen zur Geschichte der Gartenkunst bestärkten Günthers Neigung zu historischen Gärten. Von 1955 bis 1959 war Günther neben Dieter Hennebo Assistent am Institut. Mit Hennebo verband ihn eine lebenslange Freundschaft. 1959 promovierte über das Thema „Verhalten von Gehölzen unter großstädtischen Bedingungen“ zum Dr. agr. Anschließend war er von 1959 bis zum Eintritt in den Ruhestand 1992 Gartendirektor der Generaldirektion der Staatlichen Schlösser und Gärten Potsdam. Die Stelle war davor länger vakant gewesen.
Günther hatte in den ersten Jahren mit einer weitgehenden Vernachlässigung der Anlagen zu kämpfen und organisierte umfassende Instandsetzungs- und Wiederherstellungsmaßnahmen. Dazu gehörte u. a. die Rekonstruktion des Parterres vor der Neptungrotte, der Weinbergterrassen, des Marlygartens mit dem Florabeet, der Partien am Chinesischen Haus und der Gärten rund um das Schloss Cecilienhof. Pionierarbeit leistete er bei der Wiederherstellung der Gehölzstrukturen. In einem Interview sagte er 2001 über seine Zeit in der DDR: „Die Hauptsache war für uns der Gehölzbestand.“
1979 gründete Günther den Arbeitskreis Orangerien beim Kulturbund der DDR, den er bis 1989 leitete, und er prägte die Reihe der „Dendrologischen Wintertagungen“.
Nach dem Fall der Mauer koordinierte Günther den Abriss der Grenzanlagen im Neuen Garten und im Park Babelsberg.
Günther war als Fachmann der Gartenkunst und Gartenhistoriker ein außerordentlich produktiver Autor und Herausgeber. Die Liste seiner Veröffentlichungen umfasst mehr als 120 Titel, darunter das Buch Peter Josef Lenné. Gärten / Parke / Landschaften (VEB Verlag für Bauwesen, Berlin, 1985) und 1993 mit der Kunsthistorikerin Sibylle Harksen (1931–1999) der Katalog der Gartenpläne und Zeichnungen Lennés, ein Standardwerk zur Gartenkunst. Mit seinen Studien über Lenné lieferte er wichtige Impulse für die Aufnahme der Berlin-Potsdamer Kulturlandschaft ins UNESCO-Welterbe.
Günther starb in einer Potsdamer Seniorenresidenz und wurde auf dem Bornstedter Friedhof beigesetzt.
2024 erhielt die Lehrgebietsbibliothek des Instituts für Landschaftsarchitektur der TU Dresden etwa 170 Bücher mit Standardwerken zur Gartenkunst aus dem Nachlass Günthers als Schenkung.

## Ehrungen
- 1989: Friedrich-Ludwig-von-Sckell-Ehrenring der Bayerischen Akademie der Schönen Künste
- 1994: Verdienstorden der Bundesrepublik Deutschland Erster Klasse
- 2013: Ernennung zum Ehrenmitglied der Pückler-Gesellschaft

## Rezeption
- Christoph Vogtherr, Generaldirektor der Stiftung Preußische Schlösser und Gärten: „Mit großer Liebe und Pragmatismus hat er sein Leben den Potsdamer Gärten gewidmet.“

„Harri Günther hat es unter schwierigsten Bedingungen vermocht, die einzigartige Schönheit der seit 1990 zum Unesco-Welterbe gehörenden Parkanlagen für die Zukunft zu bewahren.“
- Michael Seiler, Nachfolger Günthers als Gartendirektor: „Günther hat es verstanden, unter schwierigsten äußeren Bedingungen den Glanz der Potsdamer Gärten wiederherzustellen, ja ihnen ein unbekanntes Maß gartendenkmalpflegerischer Mustergültigkeit zu verleihen.“